# Scolichthys iota
Scolichthys iota är en fiskart som beskrevs av Rosen, 1967. Scolichthys iota ingår i släktet Scolichthys och familjen Poeciliidae. Inga underarter finns listade i Catalogue of Life.